# Juanan Delgado
Juan Antonio Delgado Navarro, detto Juanan (Bilbao, 26 ottobre 1964), è un copilota di rally spagnolo.

## Biografia
Di origini basche, nel 2011 si è laureato campione del mondo co-piloti nella Coppa del Mondo FIA Energie Alternative, partecipando al campionato insieme a Jesús Echave, che si è classificato quarto nella classifica piloti. Nel 2012 e nel 2015 ha vinto la classifica copiloti della stessa competizione nella categoria riservata alle auto puramente elettriche.
Precedentemente, aveva partecipato a numerose edizioni del Campionato spagnolo di rally, ottenendo il terzo posto assoluto nel 1996.